# Turners Eg
Turners Eg (Quercus × turneri)  er  en hybrid mellem sten-eg (Quercus ilex) og stilk-eg (Quercus robur) opstået i det sydlige England. I 1783 opstod egen i Spencer Turners gartneri i Essex, hvorfra den har vundet nogen udbredelse i parker og arboreter. Egen beskrives som værende næsten stedsegrøn, hvilket betyder at den i milde vintre har grønne blade frem til næste løvspring. Bladene er 6-12 cm og dens agern er ca. 1,5-2 cm. Egen danner pælerod og bliver op til 8-10 m højt. I Danmark kan den bl.a. ses i Landbohøjskolens Have, Gisselfeld  Have og Forsthaven i Århus, men uhyre sjældent i private haver.
 Der er for få eller ingen kildehenvisninger i denne artikel, hvilket er et problem. Du kan hjælpe ved at angive troværdige kilder til de påstande, som fremføres i artiklen.